# 얀 아우구스트

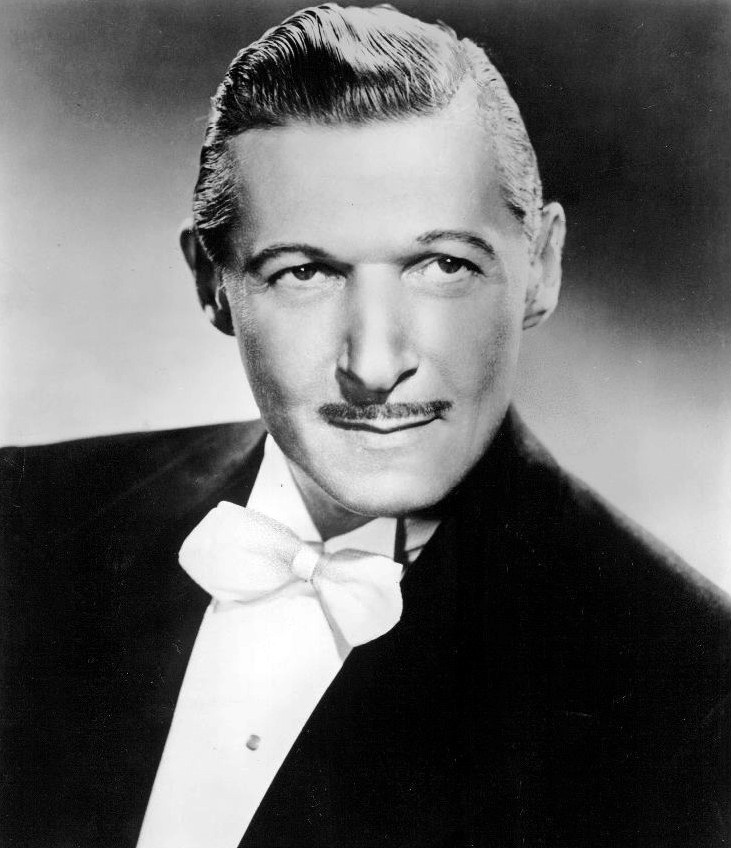
1959년

얀 아우구스트(Jan August, 본명: Jan Auggustoff, 1904년 9월 24일 ~ 1976년 1월 6일)는 주로 호텔이나 클럽에서 연주한 피아노 주자이다. 뉴욕의 브루클린 태생. 피아노 주법을 독학으로 익혔다고 한다. 수많은 직업을 거친 뒤 1940년대 중엽부터 인기를 얻기 시작하였으며 1946년에 만든 레코드 <미달>이 다음 해의 베스트 셀러가 되어 스타의 자리에 올라섰다. 강한 개성은 없으나 밝은 음빛깔과 정통적인 상쾌감 등으로 많은 팬이 있다. 줄곧 머큐리의 전속으로서 레코드로 무드 음반이 있다.